# Aranyvonat

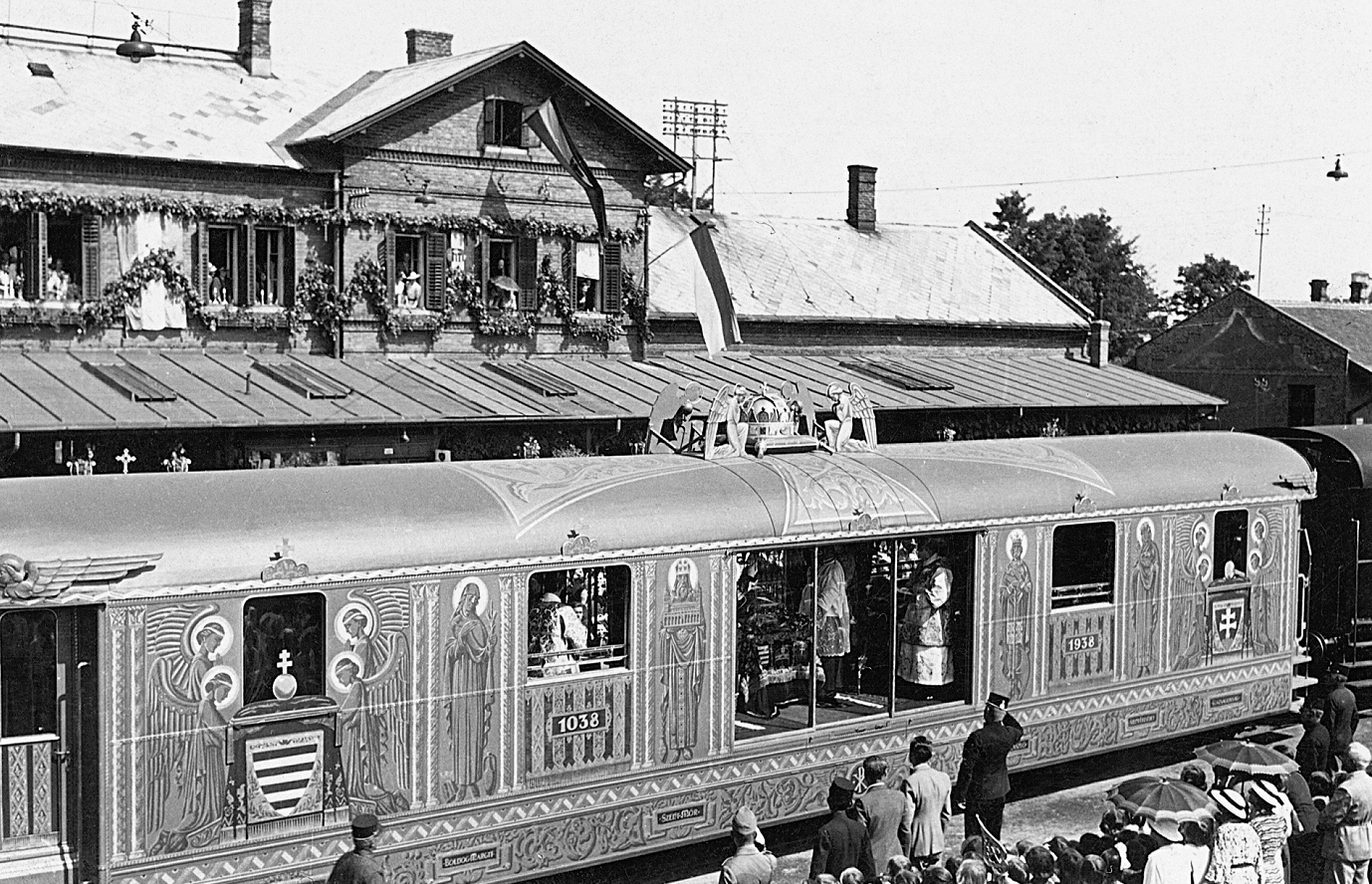

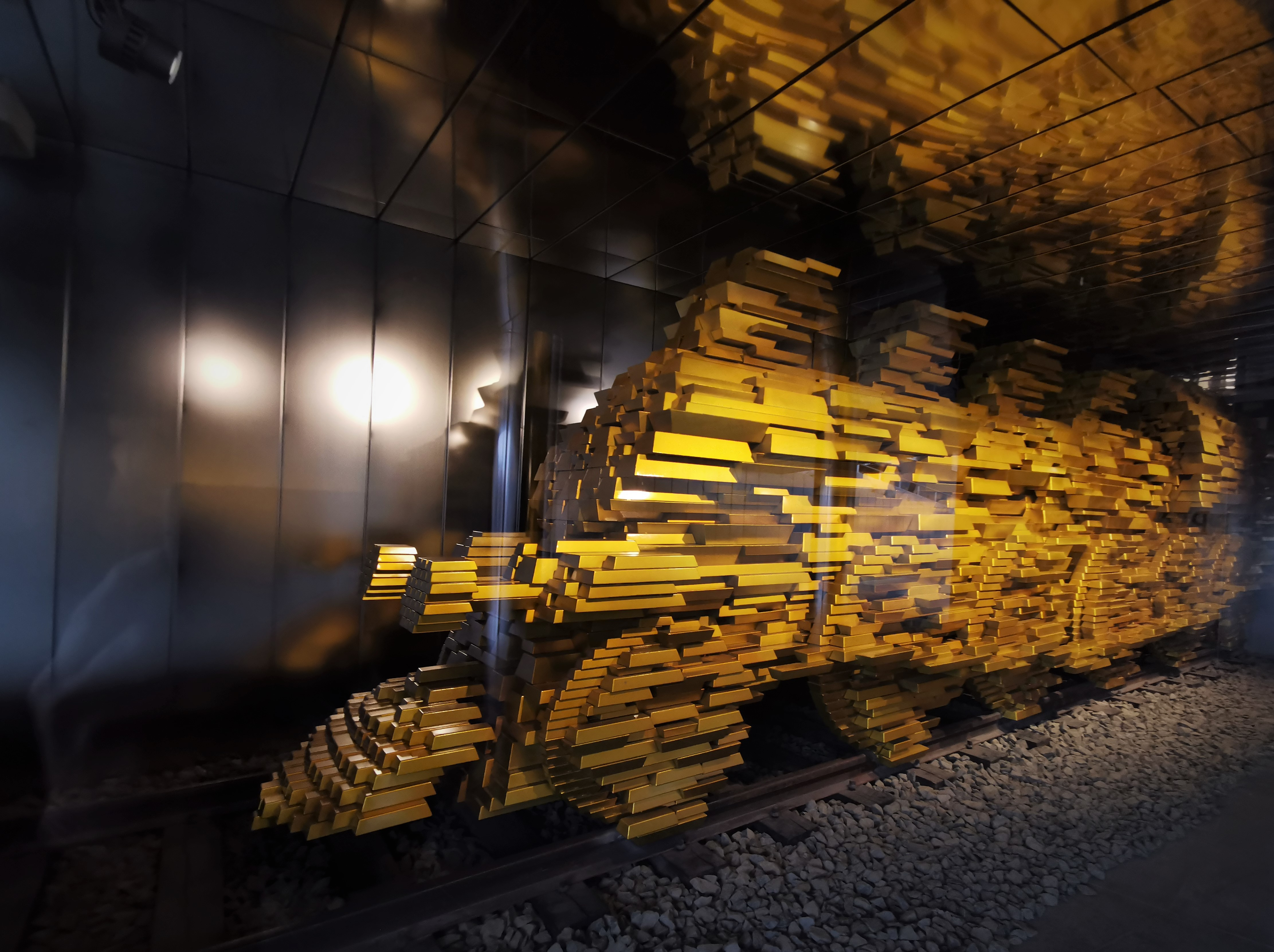
Az Aranyvonat ábrázolása a Pénzmúzeum bejáratánál a Széll Kálmán térnél

Az aranyvonat megnevezés több 20. századi vasúti szerelvény megjelölésre használatos.

## A Szent Jobbot szállító aranyvonat
Magyarországon a legismertebb ezek közül a Szent Jobbot 1938-ban az országban körülvivő vonat, amely 1939-ben a '38 őszi nemzetközi feszültségek miatt kimaradt régió, illetve a visszatért dél-felvidéki területek fontosabb településeire, valamint 1942-ben Nagyváradra is elvitte Szent István király kézereklyéjét. Az aranyvonat mozdonyát kettős kereszt díszítette és 3-5 kocsit húzott. Ezek közül a középső volt az ereklyeszállító díszkocsi, amelynek közepére üvegajtót tettek, hogy a Szent Jobb menet közben is látható legyen. Ezt a kocsit magyar szentek alakjai díszítették, a tetején pedig négy angyal térdelt a Szent Korona mása körül. Az ereklyeszállító kocsit a II. világháború végén díszeitől megfosztották. 2020-ban építették újjá a fennmaradt rajzok és fényképek alapján, a Vasúttörténeti Parkban látogatható.

## Az MNB aranykészletét szállító vonat
Egy másik aranyvonat vasúti szerelvénye 1945. január 23-án indult útnak Ausztria felé a fertőbozi vasútállomásról. A Magyar Nemzeti Bank 30 tonna aranykészletét, nagy összegű devizatartalékait, valamint letétbe helyezett értékeket, dokumentumokat (például Mátyás király korvináit), a méteretalon platinarúdját próbálta az előrenyomuló szovjet Vörös Hadsereg elől Nyugatra menekíteni a Szálasi-kormány.
1946. június 18–25-én Washingtonban a Nagy Ferenc miniszterelnök vezette küldöttség tárgyalásán döntöttek az MNB aranykészletének és más értékeknek, műkincseknek a visszaadásáról, és június 21-én ezt az USA külügyminisztériuma hivatalosan is bejelentette. 1946. augusztus 6-án a hadizsákmány egy része visszaérkezett Budapestre.

## Az elveszett aranyvonat
A közvélemény gyakran keveri az MNB és a nyilas kormány aranyvonatait. Az előbbin a neve szerint is az MNB-re bízott értékek utaztak. Feltételezhetően kizárólag Temesváry László bankelnök személyes kazettái tartalmaztak zsidóknak minösülő állampolgároktól elkobzott értéktárgyakat. A későbbi kártérítések aranyvonata Zircről indult a Német Birodalom belsejébe. Parancsnoka Toldy Árpád egykori csendőr ezredes volt. December végén, január első napjaiban érkezett a vonat Brennbergbányára. Itt még három hónapig állomásoztatták a rakományt, amelyhez folyamatosan érkeztek az újabb és újabb szállítmányok Szombathelyről, Győrből – a többi között a Győri Múzeum festményei is -, és más dunántúli városokból. Az utolsó transzport márciusban érkezett meg. Március 30-án, a szovjet csapatok elől menekülve, az osztrák-magyar határt átlépve kezdte meg kalandos útját az aranyvonat. A vonat végül 1945. május 7-én került amerikai fogságba az ausztriai Böcksteinnél, s innen vontatták az ugyancsak ausztriai Werfenbe május 16-án.
2001-ben amerikai holokauszt-túlélők pert indítottak az amerikai kormány által visszatartott vagyonrész ügyében. A károsultak kárpótlására 2005-ben alapítványt hoztak létre, amelynek 25,5 millió dollár áll rendelkezésére az amerikai költségvetésből.

## Egy korábbi aranyvonat
Az első aranyvonat az oroszországi polgárháború történetének része. Markovits Rodion ilyen című regényében meg is örökítette. Azon a korábbi aranyvonaton az orosz cári nemzeti bank aranyfedezete volt. Markovitson kívül a vonaton utazott egy másik neves író is, Jaroslav Hašek. Az első világháborúról szóló két híres regény (Szibériai garnizon; Švejk) szerzői ennek ellenére nem ismerték egymást.

## Galéria

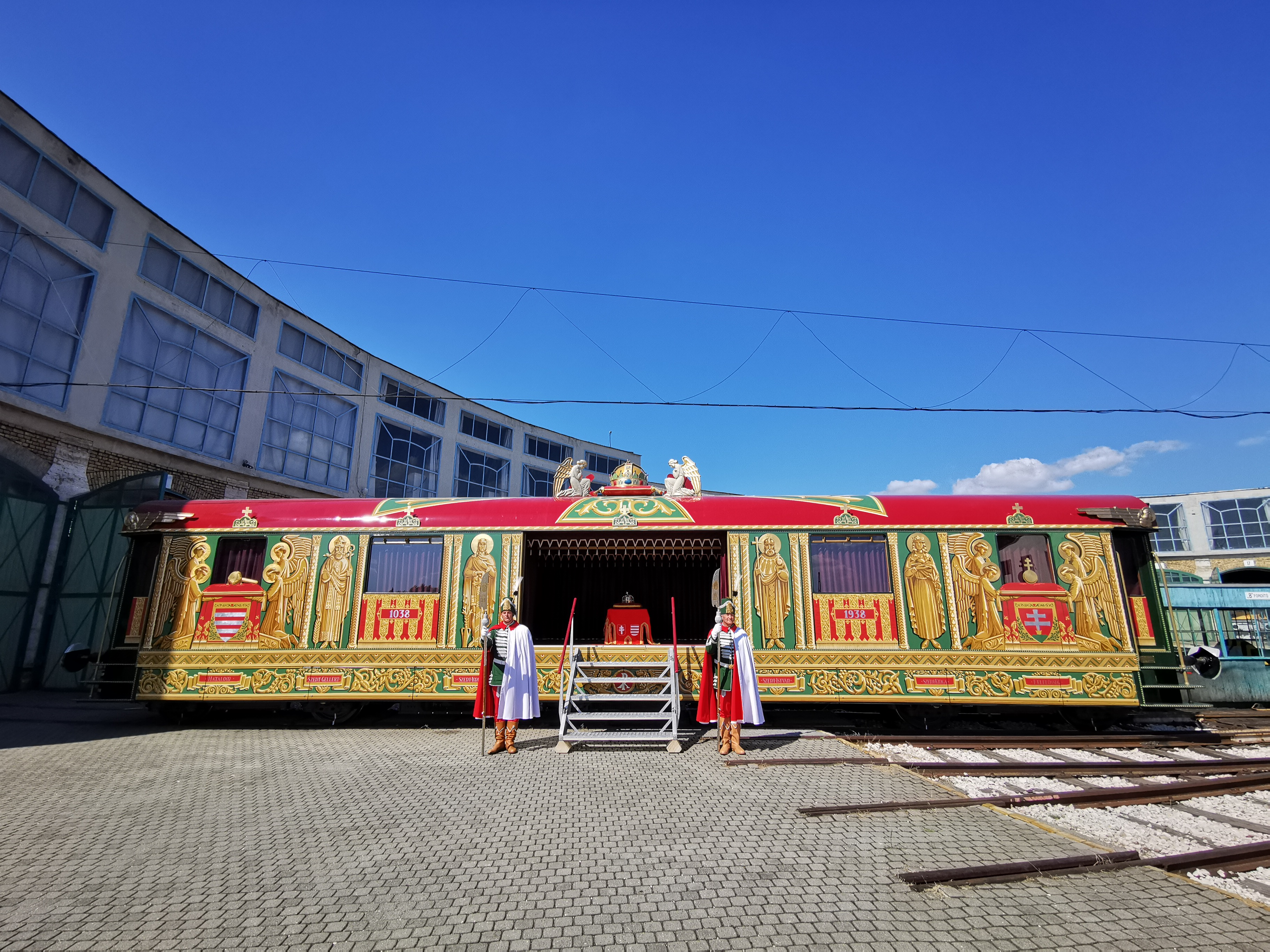
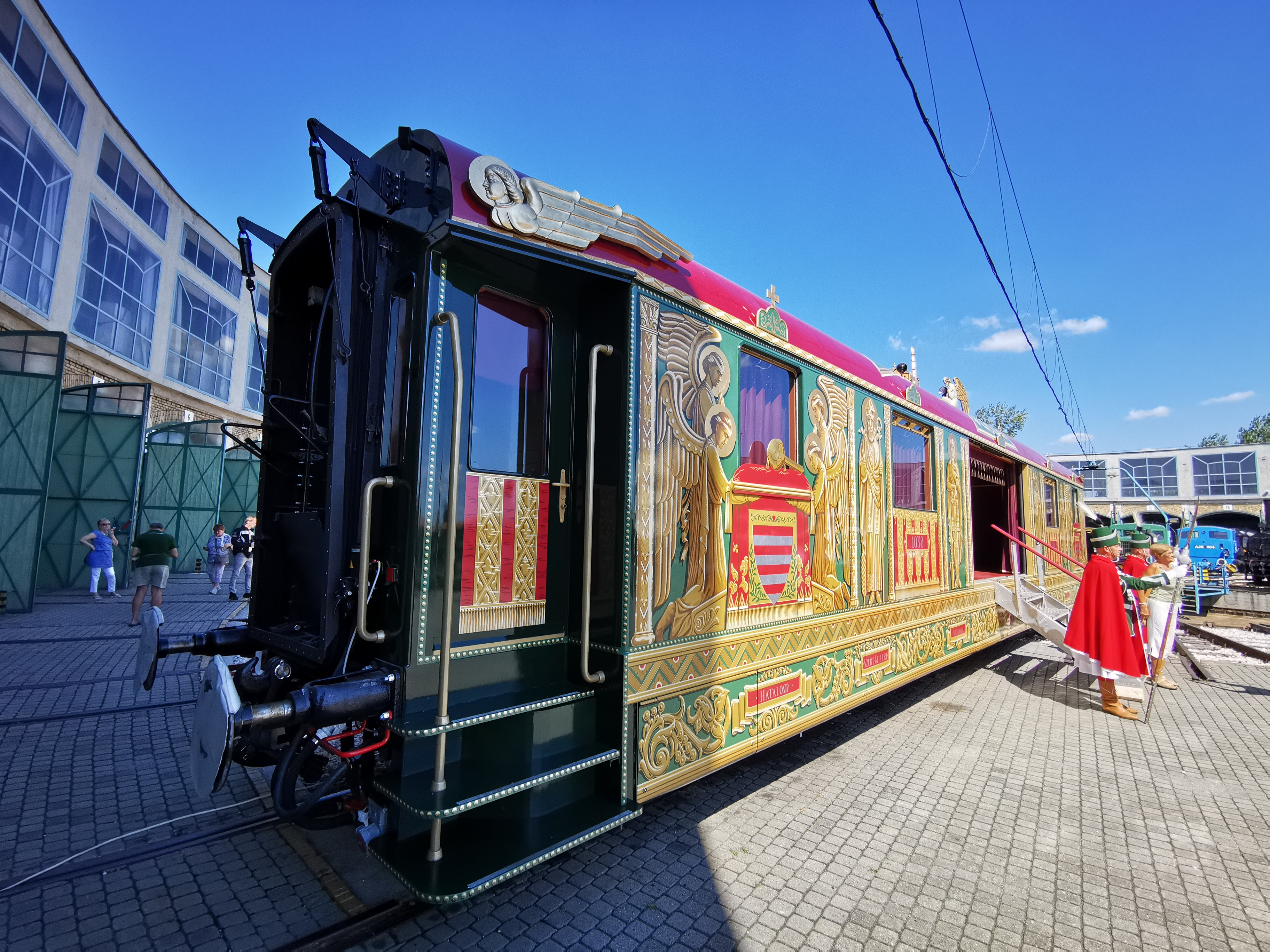
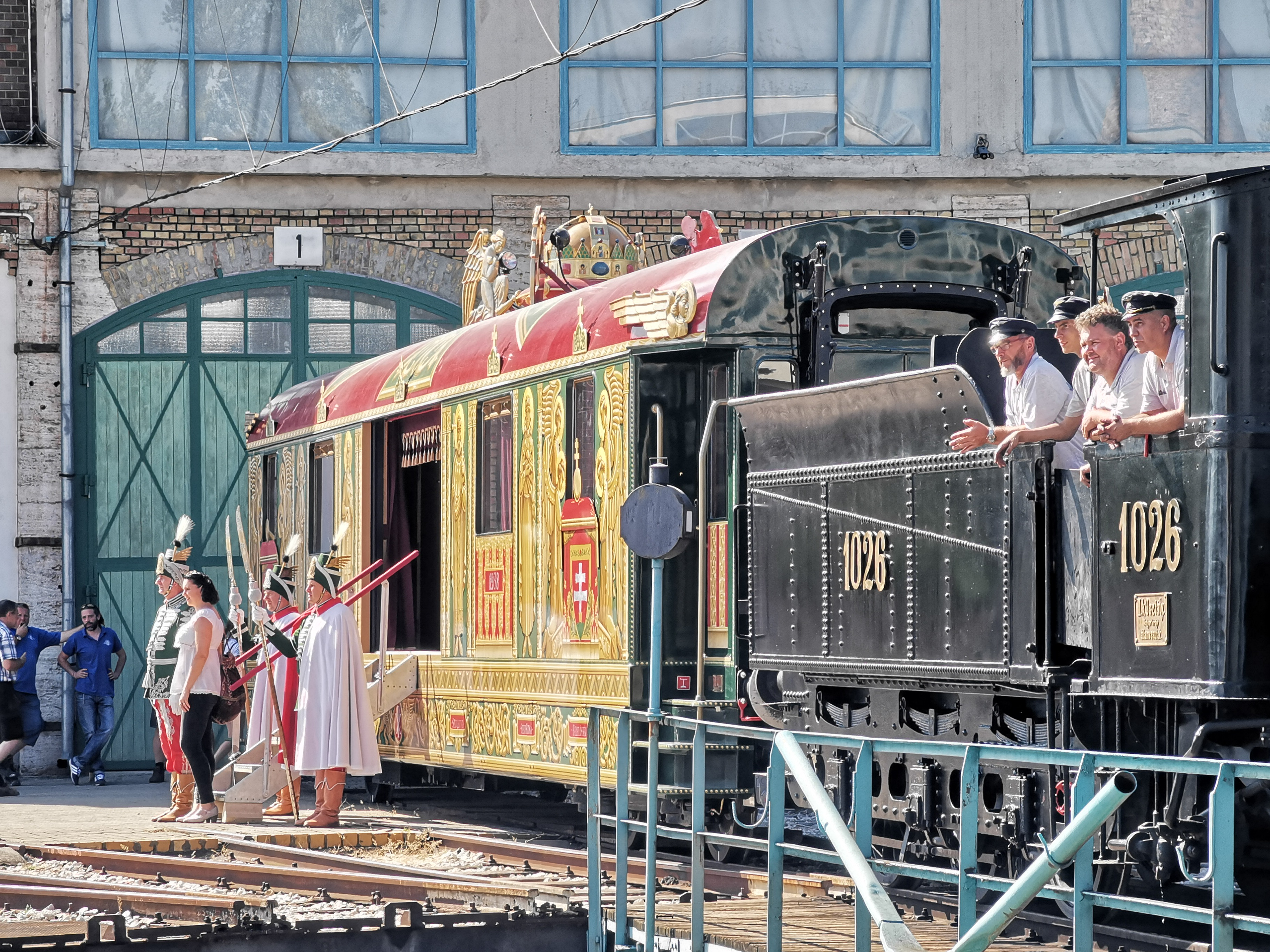
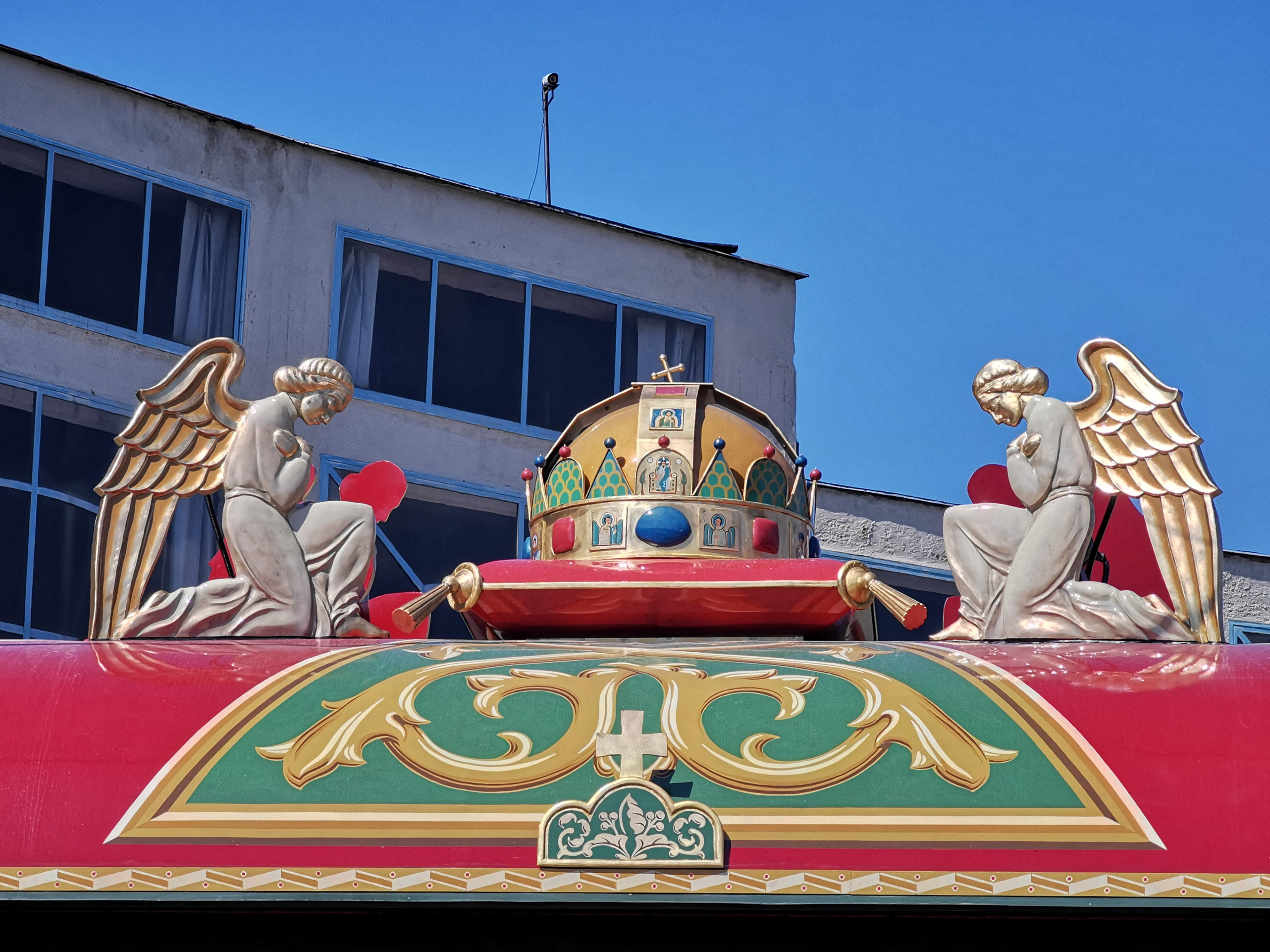